# Ichoria mexicana
Ichoria mexicana là một loài bướm đêm thuộc phân họ Arctiinae, họ Erebidae.